# Вашингтон (округ, Техас)
О́круг Вашингтон (англ. Washington county) — округ штата Техас Соединённых Штатов Америки. На 2000 год в нём проживало 30 373 человек. По оценке бюро переписи населения США в 2008 году население округа составляло 32 244 человек. Окружным центром является город Бренем.

## История
Округ Вашингтон был одним из муниципалитетов Республики Техас, когда в 1836 году она стала штатом США. Он был назван в честь Джорджа Вашингтона, первого президента США.